# Nazionale femminile under 17 di calcio del Giappone
La Nazionale Under-17 di calcio femminile del Giappone è la rappresentativa calcistica femminile internazionale della Giappone formata da giocatrici al di sotto dei 17 anni, gestita dalla Federazione calcistica del Giappone.
Come membro dell'Asian Football Confederation (AFC) partecipa a vari tornei di calcio giovanili internazionali riservati alla categoria, tra cui il Campionato mondiale FIFA Under-17, il Campionato asiatico femminile Under 16 di calcio e ai tornei a invito.
Con la quadrupla vittoria al Campionato asiatico femminile Under 16 di calcio e la conquista del Mondiale di categoria nel 2014 è la nazionale di calcio femminile Under-17 più titolata in Asia.

## Partecipazioni ai tornei internazionali

### Piazzamenti al Campionato asiatico femminile Under 16 di calcio
- 2005: Campione
- 2007: Secondo posto
- 2009: Terzo posto
- 2011: Campione
- 2013: Campione
- 2015: Secondo posto
- 2017: Terzo posto
- 2019: Campione
- 2024: Secondo posto

### Piazzamenti ai Mondiali Under-17
- 2008: Fase a gironi
- 2010: Secondo posto
- 2012: Fase a gironi
- 2014: Campione
- 2016: Secondo posto
- 2018: Quarti di finale
- 2022: Quarti di finale
- 2024: Quarti di finale